# Évry-Grégy-sur-Yerre
Évry-Grégy-sur-Yerre (manchmal auch Évry-Grégy-sur-Yerres genannt) ist eine französische Gemeinde mit 3236 Einwohnern (Stand 1. Januar 2022) im Département Seine-et-Marne in der Region Île-de-France. Sie gehört zum Arrondissement Melun und zum Kanton Fontenay-Trésigny. Die Einwohner nennen sich Évéryciens.

## Geographie
Évry-Grégy-sur-Yerre liegt 32 Kilometer südöstlich von Paris. Nachbargemeinden sind unter anderem Limoges-Fourches, Brie-Comte-Robert und Grisy-Suisnes. Die Gemeinde wird vom Fluss Yerres durchquert.

## Geschichte
Die Gemeinde entstand 1967 durch den Zusammenschluss der ehemals selbständigen Gemeinden Évry-les-Châteaux und Grégy-sur-Yerre.

### Bevölkerungsentwicklung
| Jahr      | 1962 | 1968 | 1975 | 1982 | 1990 | 1999 | 2007 |
| Einwohner | 584  | 559  | 805  | 1605 | 1830 | 2041 | 2262 |

## Sehenswürdigkeiten
Siehe auch: Liste der Monuments historiques in Évry-Grégy-sur-Yerre
- Kirche Saint-Germain-Saint-Vincent, erbaut ab dem 12. Jahrhundert
- Pont Saint-Pierre, Brücke aus dem 17. Jahrhundert (Monument historique)
- Pont des Romains, Brücke aus dem 17. Jahrhundert (Monument historique)
- Château de Grégy, Schloss erbaut ab 1620